# Rozhledna Kunovická hůrka
Rozhledna Kunovická hůrka se nachází poblíž vrcholu kopce Kunovická hůrka nad vesnicí Rajnochovice v katastru obce Kunovice v okrese Vsetín v Hostýnských vrších (části pohoří Hostýnsko-vsetínská hornatina) ve Zlínském kraji.

## Historie a popis
Dřevěná rozhledna jednoduché příhradové konstrukce je situována přibližně 62 m od vrcholu kopce Kunovická hůrka (589 m n. m.). Rozhledna je zastřešená a na vyhlídkovou plošinu vede vnější dřevěné schodiště se zábradlím a čtrnácti schody. Rozhledna má výšku 7 m a vyhlídková plošina se nachází ve výšce 4 m. Byla postavena v roce 2010 a oficiálně zpřístupněna 3. října 2010. Nejlepší přístup k rozhledně je z Rajnochovic po napojení na okružní trasu naučné stezky profesora Rudolfa Haši, jež začíná i končí v Kunovicích. Samotná rozhledna je také 8. zastavením zmíněné naučné stezky a je zde umístěn informační panel zaměřený na místní vzácné ptactvo a popis výhledů z rozhledny. Výhled z rozhledny pokrývá části Hostýnsko-vsetínské hornatiny, Podbeskydské pahorkatiny, Oderských vrchů, Moravskoslezských beskyd a oblast Poodří.
Rozhledna původně stála na jiném místě a kvůli ztrátě výhledů, z důvodů růstu okolního lesního porostu, byla v roce 2016 přestěhována na současné místo a částečně renovována.

## Další informace
Rozhledna je celoročně volně přístupná.

## Galerie

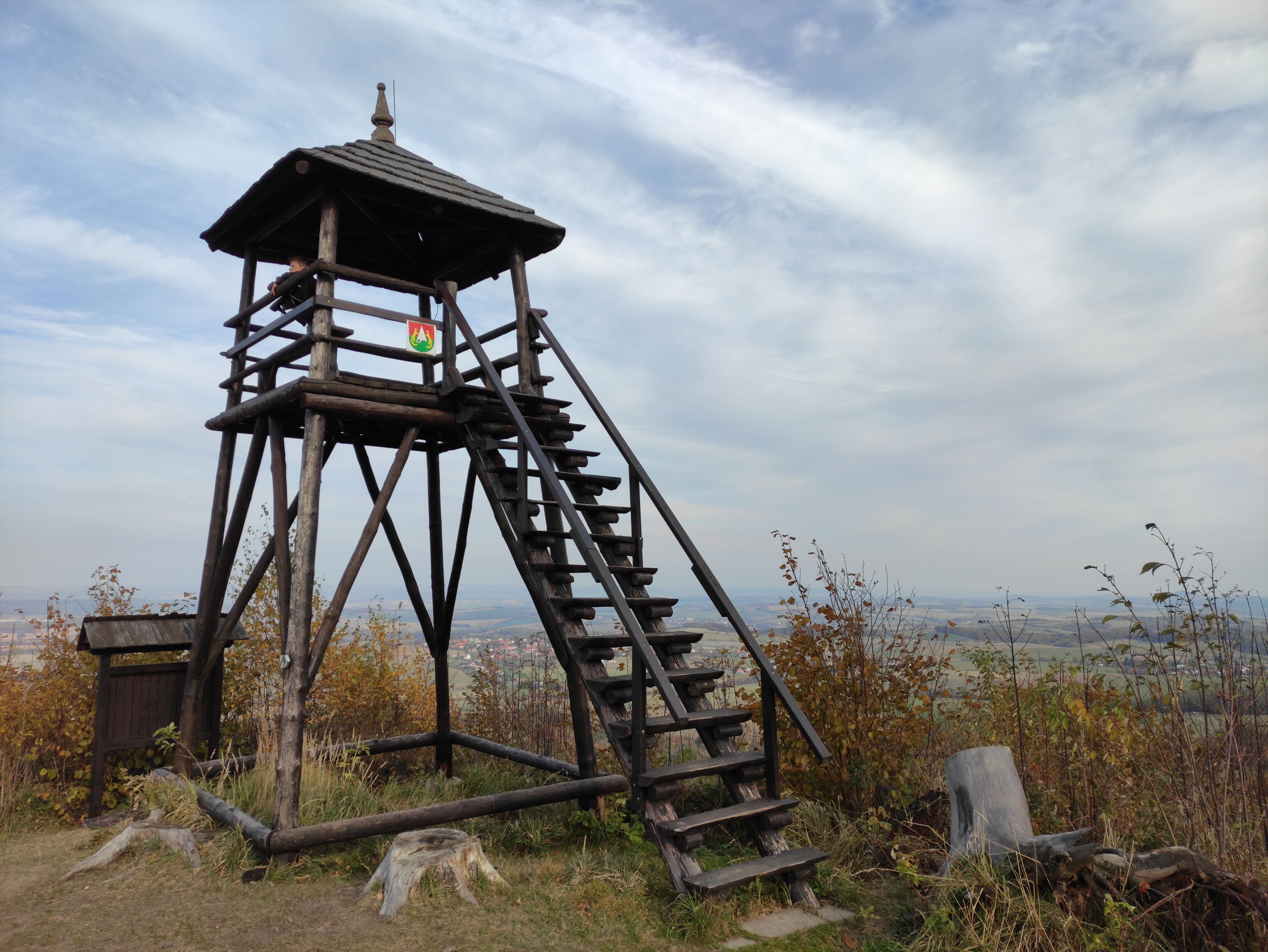
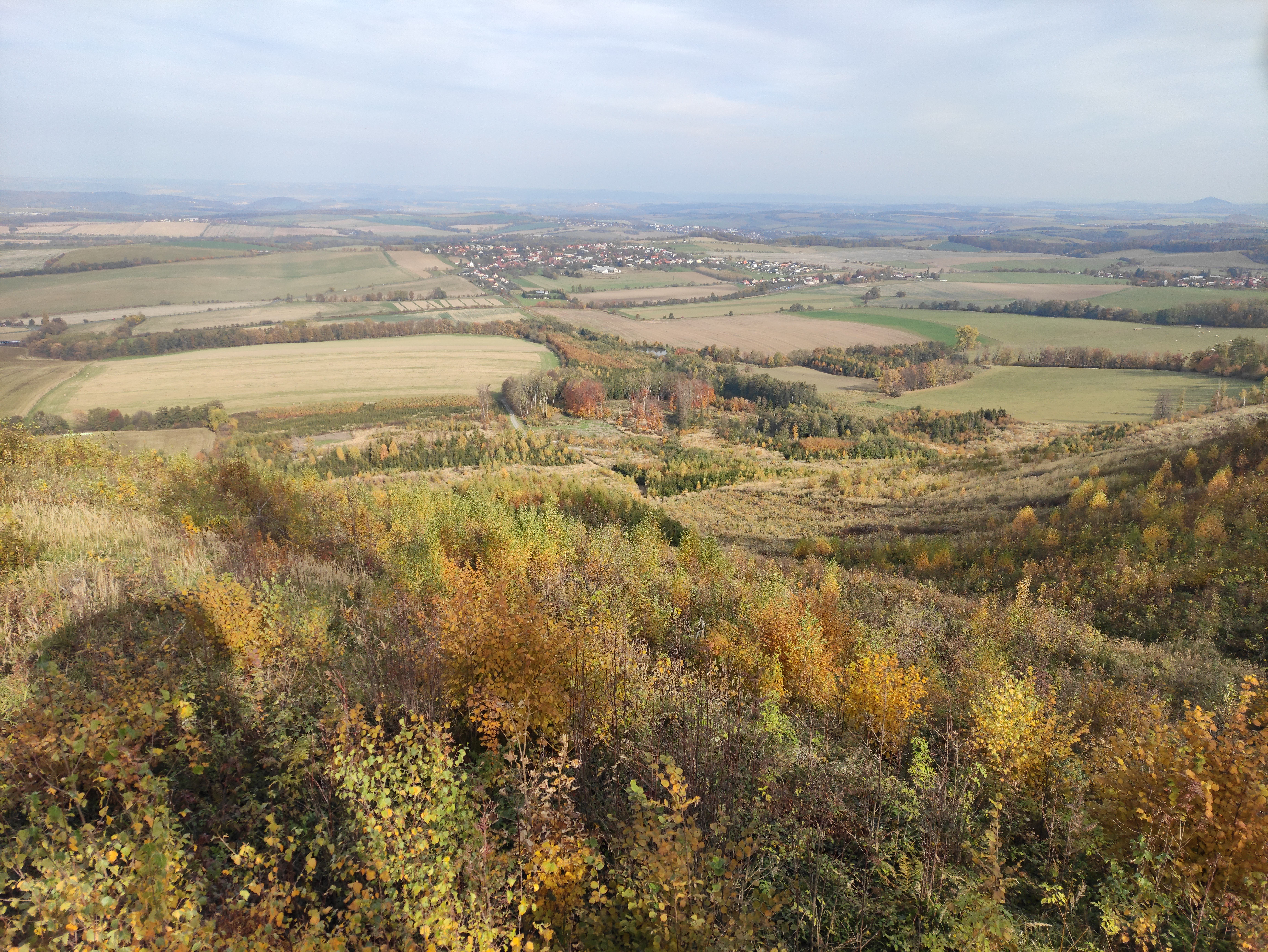
Výhled z rozhledny směrem na Kelč
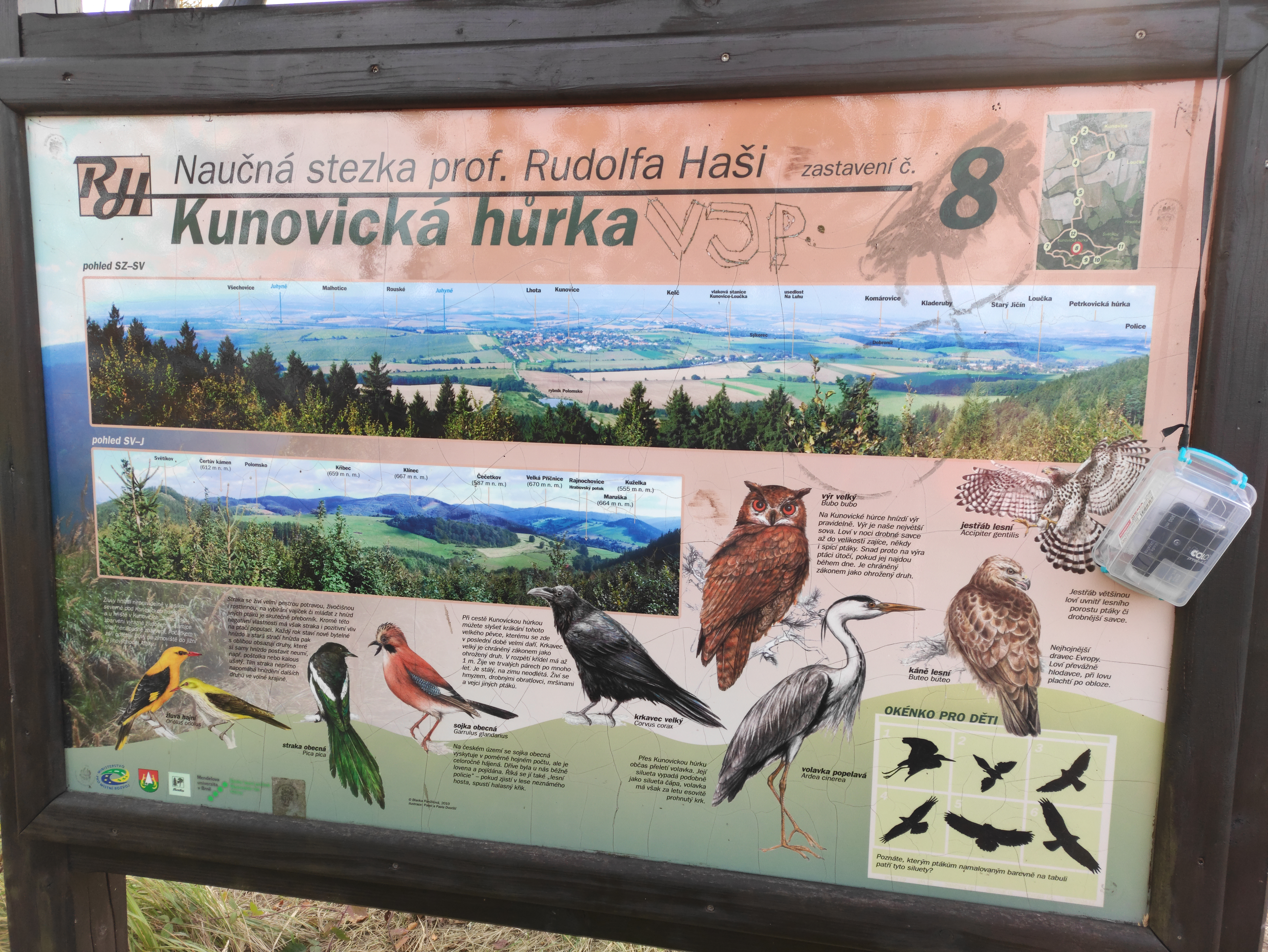
informační tabule u rozhledny